# Уено Юка
Юка Уено (28 листопада 2001 , Беппу, Префектура Ойта ) — японська фехтувальниця на рапірах, бронзова призерка Олімпійcьких ігор 2024 року.

## Виступи на Олімпіадах
| Олімпіада  | Дисципліна           | Місце |
| ---------- | -------------------- | ----- |
| Токіо 2020 | індивідуальна рапіра | 6     |
| Токіо 2020 | командна рапіра      | 6     |
| Париж 2024 | індивідуальна рапіра | 20    |
| Париж 2024 | командна рапіра      | 3     |